# Божена Дар

Божена Дар (народилася 7 серпня 1988, Дніпро, Україна)— заслужена артистка України, виконавиця поп-рок і поп музики, волонтерка ГО «Золоті Леви Чорної сотні».

## Біографія
Божена Дар народилась у Дніпрі, проте проживала у місті Павлоград де і пройшло все її дитинство. З малечку Божена цікавилася музикою. Батьки всіляко підтримували та допомагали на творчому шляху своєї дитини. Батько та мати теж співочі але не на велику аудиторію, мають хороший слух та голос Вона навчалася в музичній школі №1, місто Павлоград, в класі фортепіано, де була солісткою музичного хору. На третьому році навчання дівчина вирішує займатись тільки вокалом і покидає музичну школу. Після чого навчається в Палаці культури дітей та юнацтва сольному співу, де провчилася до 11 класу.
Божена проявила себе як телеведуча в дитячій телестудії Райдуга. Була учасницею хореографічного ансамблю Райдуга також входила до складу асоціації естрадного танцю України.
Становлення Божени як професійної співачки відбулось у Києві. З 2005—2009 навчалася у КНУКіМ на кафедрі режисури і хореографії за спеціальністю «Сучасна хореографія», але не припиняла займатись вокалом.
З 2006—2007 працювала в шоу-балеті Віталія Козловського.
З 2007—2008 працювала в шоу-балеті The Best з Потапом і Настею.

## Співоча кар'єра
З 2017 року Божена Дар розпочала сольну кар'єру із піснею «Повернись», яку започаткувала на сході України і присвятила всім учасникам бойових дій.
Пізніше записує дуетну пісню «Кохана» з українським співаком Ростиславом Кушиною, автором якої є сам Ростислав.
Сингл «Моє сонце» був презентований у березні 2018 року і активно заполонив музичний простір. 
Жовтень 2018 року Божена записує дуетну пісню із гуртом Авіатор та разом знімають  відеокліп в м.Баку Азербайджан, де з дозволу дружини президента Мехрібан Алієвої знімали в своєму відео Культурний центр Гейдара Алієва, українські артисти були першими кому було надано дозвіл знімати цей архітектурний шедевр. 
25 травня 2019 року Божена Дар презентує свій перший сольний альбом "Моє сонце", в який увійшли 16 треків, з них дві дуетні пісні "Наречена" з гуртом Авіатор та "Кохана" з Ростиславом Кушиною.
Загалом альбом записаний українською мовою ,але в ньому співачка зробила бонусні треки російською  (Я живу, Руны и Мы созданы друг для друга)

### Участь у проекті Аферистки
З 2013—2016 роки була солісткою гурту Аферистки, а також авторкою деяких пісень гурту. За роки діяльності гурту було записано більше восьми пісень та відзнято три кліпи.

## Благодійність, волонтерство та громадська активність
2014 рік була учасницею Революції гідності. Входила до складу Жіночого співочого батальйону, який підтримував військових на реабілітації в госпіталях.
2016 рік— авторка благодійного проекту «Голос Школи».
У 2017 році Нагороджена Орденом ГО «Спілка бійців та волонтерів АТО» «Сила України» за «Волонтерську діяльність».
У 2018 році Нагороджена Подякою Міністерства культури України «за вагомий внесок у розвиток української культури і мистецтва та високий професіоналізм». Нагороду вручав Міністр культури Є.М.Нищук.
Відзнака за заслуги перед Збройними силами України, нагороду вручав Р.Б.Хомчак 
Веде активну волонтерську діяльність разом з ГО «Золоті Леви Чорної сотні». Неодноразово давала благодійні концерти у містах: Покровську, Селідовому, Станиці Луганській, Сергіївці, Сєвєродонецьку, Краматорську.
Бере активну участь у відкритті пам'ятників українським письменникам на території України, а також у відкритті Криївок загиблим воїнам ОУН-УПА у Західній Україні.

## Особисте життя
Одружена з Тарасом Мацюком - голова проводу ГО "Золоті Леви Чорної Сотні".  